# Lionel Chamoulaud
Lionel Chamoulaud, né le 17 décembre 1959 à Limoges en Haute-Vienne, est un journaliste sportif français spécialisé dans le tennis et travaillant pour France Télévisions de 1981 à 2018.

## Biographie
Originaire de Limoges, Lionel Chamoulaud avait deux passions : le sport et les médias. Après avoir décroché le bac, il se lance dans des études de journalisme à l'Ecole de journalisme de Bordeaux.
Il entame sa carrière par des stages dans les stations régionales de FR3. L'un de ses premiers stages était à Caen avec Henri Sannier, alors rédacteur en chef. Il intègre le service des sports d'Antenne 2 en juillet 1981. Il sera notamment le spécialiste Formule 1 de Stade 2.
Dans les années 1983-1984, il commence ses premiers commentaires de tennis à Wimbledon. Il commente le tournoi de Roland Garros et certains matchs de l'équipe de France en Coupe Davis en compagnie d'Arnaud Boetsch depuis 2008. Pendant plus de dix ans, à partir de 1988, il commentait en compagnie de Patrice Dominguez puis avec Guy Forget dans les années 2000.
Après avoir été le joker de Gérard Holtz à Stade 2 de 2006 à 2008, il devient le présentateur de l'émission sportive dominicale de France 2 de septembre 2008 à décembre 2012.
Lionel Chamoulaud est également le présentateur des directs (en matinée) des Jeux olympiques, à Athènes, à Pékin, à Londres et à Sotchi, ainsi que des 24 Heures du Mans.
En 2013 et 2015, il remplace Laurent Luyat et Cédric Beaudou à la présentation de XV/15 lors du Tournoi des Six Nations.
Dans un autre registre, depuis septembre 2013, Lionel Chamoulaud occupe le poste de responsable pédagogique de l'IICP Journalisme, une école spécialisée dans les métiers de la communication et du journalisme à Paris.
À partir des 24 Heures du Mans 2014 se déroulant les 14 et 15 juin 2014, il remplace Gérard Holtz à la présentation du départ, de l'arrivée et des différents points sur la course.
De 2016 à 2018, il présente chaque année quotidiennement le Rallye Dakar sur France 4 à partir de 18 h 40, et Le Journal du Dakar sur France 3 à 20 h 10. Il succède à Gérard Holtz qui officiait aux commentaires de la compétition internationale automobile depuis 1994,.
En 2016, il commente les matchs de tennis et les épreuves de golf des Jeux olympiques de Rio sur France Télévisions avec Michaël Llodra, pour le tennis, et Jérôme Alonzo ou Nelson Monfort, pour le golf. Il présente aussi des plateaux en direct du Club France, notamment pour recevoir les médaillés français, et remplace certains jours Matthieu Lartot, Laurent Luyat ou Cédric Beaudou à la présentation du direct des épreuves olympiques et de Bom Dia Rio. Enfin, il commente aussi la cérémonie de clôture avec Raí et Alexandre Boyon.
Le 28 mars 2018, Lionel Chamoulaud annonce qu'il quittera « sans mélodrame ni claquement de porte » les chaînes du service public après le Tournoi de tennis de Roland-Garros et les 24 Heures du Mans, en juin 2018.
Il commente le tennis sur Eurosport lors des Jeux Olympiques d'été de 2024 à Paris.

## Publications
- Cédric Beaudou et Lionel Chamoulaud, Paroles de Capitaines : Cinq équipes, cinq Coupes du monde de rugby, Paris, Mango Sport, 19 octobre 2006, 128 p., 30 x 1,6 x 24 cm (ISBN 2-84270-608-0, EAN 978-2842706081)
- Lionel Chamoulaud et Béatrice Copper-Royer, Famille recomposée : c'est pas gagné !, Guy Trédaniel éditeur, 3 mai 2010, 203 p., 24 x 1,5 x 16 cm (ISBN 978-2-8132-0118-8 et 2-8132-0118-9, EAN 978-2813201188)
- Lionel Chamoulaud et Bruno Godard, Stade 2 : 40 ans d'émotions, Solar, 8 octobre 2015, 184 p., 26,8 x 2,9 x 27,1 cm (ISBN 978-2-263-06831-7 et 2-263-06831-7, EAN 978-2263068317)

## Distinctions

### Récompense
Il reçoit le Mag d'Or 2011 du meilleur présentateur d'émission de sport, décerné par L'Équipe magazine, pour la présentation de Stade 2.

### Décoration
- Chevalier de la Légion d'honneur (décret du 31 décembre 2013)[7]